# Quân khu Liên bang Nga
Lực lượng vũ trang Liên bang Nga tổ chức phòng thủ lãnh thổ theo quân khu. Hiện tại, Liên bang Nga duy trì năm quân khu.

## Danh sách Quân khu

Các quân khu của Liên bang Nga năm 2024.

Hiện tại, Liên bang Nga có 5 quân khu, bao gồm:
- Quân khu Leningrad phòng thủ hướng tây bắc của Nga, trong Vùng liên bang Tây Bắc (bao gồm cả Tỉnh Kaliningrad).
- Quân khu Moskva phòng thủ hướng tây, trong Vùng liên bang Trung tâm;
- Quân khu Nam phòng thủ hướng tây nam, trong Vùng liên bang Phía Nam và Vùng liên bang Bắc Kavkaz.
- Quân khu Trung tâm trấn thủ ở Vùng liên bang Volga, Vùng liên bang Ural và Vùng liên bang Sibir;
- Quân khu Đông phòng thủ hướng đông trong Vùng liên bang Viễn Đông.

## Lịch sử
Theo Nghị định số 900 ngày 27 tháng 7 năm 1998 của Tổng thống Nga, Liên bang Nga được chia thành các quân khu sau:
- Quân khu Leningrad
- Quân khu Moskva
- Quân khu Bắc Kavkaz
- Quân khu Volga
- Quân khu Urals
- Quân khu Sibir
- Quân khu Viễn Đông
- Vùng lãnh thổ đặc biệt Kaliningrad

Ngày 1 tháng 9 năm 2001, Quân khu Volga và Quân khu Urals sáp nhập thành Quân khu Volga-Urals theo Nghị định của Tổng thống Nga № 337с (24/3/2001).
Quan hệ tương đối hữu hảo giữa Nga và các nước châu Âu đã dẫn tới quyết định nhập Quân khu Leningrad, Quân khu Moskva và Vùng lãnh thổ Kaliningrad thành Quân khu Tây. Nga còn 4 quân khu và 1 Trung tâm Chỉ huy Chiến lược như sau:

Quân khu Nga tính đến ngày 1/12/2010

4 Quân khu và Trung tâm Chỉ huy Chiến lược từ 1/12/2010 theo Nghị định của Tổng thống Nga № 1144 (20/9/2010), trong đó Quân khu Volga-Urals được đổi tên thành Quân khu Trung tâm.
- Quân khu Tây tổng hành dinh tại Sankt Petersburg
- Quân khu Nam tổng hành dinh tại Rostov-on-Don
- Quân khu Trung tâm tổng hành dinh tại Ekaterinburg
- Quân khu Đông tổng hành dinh tại Khabarovsk

Ngày 2 tháng 4 năm 2014, Quân khu miền Nam đã được mở rộng để bao gồm các lãnh thổ tranh chấp:
- Cộng hòa Crimea
- Sevastopol

Theo Nghị định của Tổng thống Nga 15/12/2014, Hạm đội Phương Bắc được tách khỏi Quân khu miền Tây. Phạm vi hoạt động của hạm đội được mở rộng.
Tổng hành dinh Hạm đội được đổi thành Trung tâm chiến lược.
Đầu năm 2024, các quân khu Moskva và quân khu Leningrad được tái lập (quân khu Tây được giải thể) như một phần của kế hoạch tái cơ cấu quân đội Nga nhằm đối phó với sự mở rộng của NATO khi Phần Lan và Thụy Điện gia nhập khối quân sự phương Tây này.